# The Mayor's Nest
The Mayor's Nest é um filme de comédia britânico de 1932, dirigido por Maclean Rogers e estrelado por Sydney Howard, Claude Hulbert e Al Bowlly. Um trombonista torna-se prefeito de uma pequena cidade, mas ele se esforça para lidar com as questões municipais.

## Elenco
- Sydney Howard ... Joe Pilgrim
- Claude Hulbert ... Algernon Ashcroft
- Al Bowlly ... George
- Muriel Aked ... Sra. Ashcroft
- Frank Harvey ... Vereador Blackett
- Michael Hogan ... Tom Ackroyd
- Miles Malleson ... Caixeiro
- Cyril Smith ... Magistrado
- Syd Crossley ... Leiteiro